# Neopolynoe paradoxa
Neopolynoe paradoxa är en ringmaskart som först beskrevs av Vilhelm Ferdinand Johan Storm 1888.  Neopolynoe paradoxa ingår i släktet Neopolynoe och familjen Polynoidae. Arten har ej påträffats i Sverige. Inga underarter finns listade i Catalogue of Life.